# ستيفان برين
ستيفان برين (بالألمانية: Stefan Prein) مواليد 27 أكتوبر 1965 في فوبرتال، هو متسابق دراجات نارية ألماني. نافس في سباقات بطولة العالم لفئة 250 سي سي ولفئة 125 سي سي ولفئة 50 سي سي. بدأ المنافسة في بطولة العالم سنة 1988. أفضل موسم له كان موسم سنة 1990 عندما جاء في المركز الثالث في بطولة العالم لفئة 125 سي سي خلف كل من لوريس كابيروسي وهانز سبان.

## روابط خارجية
- ستيفان برين على موقع MotoGP.com (الإنجليزية)